# Saul Kussiel Padover
Saul Kussiel Padover (meist Saul K. Padover; geb. 13. April 1905 in Rozwadów, Österreich-Ungarn; gest. 22. Februar 1982 in New York) war ein US-amerikanischer Historiker, Politikwissenschaftler und Nachrichtendienst-Offizier.

## Leben
Saul Kussiel Padovers Vater Keva Padover lebte als Einwanderer in den USA, seine Mutter Frumet Goldmann stammte aus dem österreichisch-ungarischen Galizien. Er flüchtete im Ersten Weltkrieg mit seiner Mutter und einem Bruder aus dem Kriegsgebiet nach Wien. 1920 wanderte er im Alter von 15 Jahren mit seinen Eltern in die USA aus.
Er erlangte 1928 den Bachelor of Arts an der Wayne State University in Detroit, Michigan. Anschließend studierte er an der Yale University Geschichte und schloss 1932 sein Studium an der University of Chicago mit einem Ph.D. für Geschichte ab. Von 1933 bis 1936 forschte Padover an der University of California und veröffentlichte unter anderem Biographien von Kaiser Joseph II., König Ludwig XVI. von Frankreich, James Madison, Alexander Hamilton und Thomas Jefferson.
Von 1938 bis 1944 arbeitete er im Innenministerium, zuletzt als Referent des Innenministers Harold L. Ickes.
1944 kam Padover als politischer Analyst für die Federal Communications Commission nach London. Im selben Jahr wurde er Geheimdienstoffizier des Office of Strategic Services und der US Army. Er gehörte als Captain der Psychological Warfare Division (PWD) an, der Abteilung für psychologische Kriegsführung der US-Streitkräfte. Diese Division hatte die Aufgabe, die Reaktion der deutschen Bevölkerung auf den Krieg einzuschätzen und realistische Prognosen für deren Verhalten abzuliefern. 1944/45 zog Padover unmittelbar hinter der amerikanischen Front durch Frankreich, Belgien, West- und Mitteldeutschland und interviewte zahlreiche deutsche Kriegsgefangene und andere Personen. Seine Expertisen dienten der amerikanischen Militärverwaltung zur Orientierung. Auch Dwight D. Eisenhower zog sie als Oberbefehlshaber zu Rate.
1949 wurde er Mitglied der Graduate Faculty of the New School for Social Research in New York City und lehrte dort mehr als 30 Jahre lang Politikwissenschaften. Er war Begründer der Karl Marx Library, die 1971–1977 von McGraw-Hill Books herausgegeben wurde, und veröffentlichte 1978 als Spätwerk eine Biographie von Karl Marx.

## Experiment in Germany
Padovers bekanntestes Werk ist Experiment in Germany. The Story of an American Intelligence Officer (dt. Lügendetektor. Vernehmungen im besiegten Deutschland 1944/45), ein autobiographischer, populär abgefasster Bericht über seine Tätigkeit als Nachrichtendienstoffizier in Europa während des Zweiten Weltkrieges und der unmittelbaren Nachkriegszeit. Padover hatte den Auftrag, die Stimmung in den umkämpften Gebieten festzuhalten und abzuschätzen, wie sich die deutsche Bevölkerung gegenüber den Alliierten verhalten würde, und wurde dann im Zuge seiner Erkundungen zu einem „Ethnologen der deutschen Katastrophe“ (Hans Magnus Enzensberger). Er folgte mit einem kleinen Team aus seinen Mitarbeitern Captain Lewis F. Gittler und Captain Paul Sweet sowie einem Fahrer namens Joe unmittelbar der vorrückenden Front der US-Armee.
Ende 1944 erreichte er Aachen, die erste (im Oktober 1944) von den Amerikanern besetzte deutsche Stadt, und führte dort zahlreiche Interviews, unter anderem mit der Kommunistin Anna Braun-Sittarz, dem Oberregierungsrat Josef Burens, dem Stadtkämmerer Kurt Pfeiffer, dem Oberbürgermeister Franz Oppenhoff (der im März 1945 auf Befehl Himmlers ermordet wurde) und dem katholischen Bischof Johannes Joseph van der Velden. Sein Gesprächspartner,  der sozialdemokratische Drucker Heinrich Hollands, erhielt im Januar 1945 von der Psychological Warfare Division die Lizenz zur Herausgabe der Aachener Nachrichten, der ersten deutschen Tageszeitung im befreiten Teil Deutschlands.
1945 folgte Padover der Front weiter durch Deutschland und führte noch viele Interviews, unter anderem mit Wilhelm Elfes und Kurt Dittmar. Er interviewte auch Zwangsarbeiter und Kriegsgefangene aus den von den Deutschen überfallenen Ländern.
Experiment in Germany erschien 1946 in New York und (u.d.T. Psychologist in Germany) in London. Die erst 1999 unter dem Titel Lügendetektor – Vernehmungen im besiegten Deutschland 1944/45 (in der von Enzensberger herausgegebenen Anderen Bibliothek) erschienene (leicht gekürzte) deutsche Übersetzung schlug, wie Der Spiegel in seiner Besprechung schrieb,   in der breiteren Öffentlichkeit hohe Wellen und fand „in der Bischofsstadt [Aachen] reißenden Absatz“.   (Auszüge aus Padovers Buch waren bereits 1985 in einer Broschüre des Seniorats Geschichte der Fachschaft 7/1 an der RWTH Aachen und der Aachener VVN-BdA erschienen.)

## Schriften (Auswahl)
- Experiment in Germany. The story of an American intelligence officer. New York: Duell, Sloan and Pearce 1946.
  - In Großbritannien u.d.T. Psychologist in Germany. The Story of an American Intelligence Officer. London: Phoenix House 1946.
  - Dt.: Lügendetektor. Vernehmungen im besiegten Deutschland 1944/45. Aus dem Amerikanischen von Matthias Fienborck. Frankfurt am Main: Eichborn 1999, Reihe Die Andere Bibliothek, Bd. 174, ISBN 3-8218-4478-7; div. Nachauflagen (u. a. 2001 als Econ-Taschenbuch, ISBN 3-548-75006-0).
- Joseph II., der Revolutionär auf dem Kaiserthron („The Revolutionary Emperor. Joseph the Second, 1741–1790“). Düsseldorf: Diederichs 1969.
- The Life and Death of Louis XVI. London: Redman Books 1965 (Nachdr. d. Ausg. New York 1939).
- Jefferson. The New American Library, New York 1964 (Nachdr. d. Ausg. London 1942).
- Karl Marx. An Intimate Biography. New York: McGraw-Hill  1978, ISBN 0-07-048072-9.

## Film
- Das zweiteilige ZDF Doku-Drama Die Suche nach Hitlers Volk von Alexander Berkel und  Peter Hartel behandelt Padover und seine Tätigkeit 1945 in Deutschland. In einigen Spielszenen stellt der Schauspieler Markus Brandl den Wissenschaftler dar. Gespräche, die Padover protokollierte, werden  szenisch rekonstruiert. Georg Stefan Troller, der als amerikanischer Soldat auch Befragungen durchführte, erzählt aus seinen Erinnerungen. Der Film wurde März 2015 im Fernsehen erstmals ausgestrahlt, die zwei Teile haben je eine Länge von 45 Minuten.